# Deutsch-Französische Parlamentarische Versammlung
Die Deutsch-Französische Parlamentarische Versammlung ist ein binationales Gremium von Deutschland und Frankreich. Die Versammlung soll Vorschläge zu grenzüberschreitenden Fragen erarbeiten und die gemeinsame Umsetzung von EU-Richtlinien voranbringen.
Grundlage dieser institutionalisierten Zusammenarbeit auf Ebene der nationalen Parlamente ist das Deutsch-Französische Parlamentsabkommen, das am 11. März 2019 von der französischen Nationalversammlung und am 20. März 2019 vom Deutschen Bundestag verabschiedet und am 25. März 2019 von den Präsidenten beider Häuser unterzeichnet wurde.

## Geschichte
Die konstituierende Sitzung fand am 25. März 2019 unter der Leitung von Bundestagspräsident Wolfgang Schäuble und des Präsidenten der französischen Nationalversammlung, Richard Ferrand, in Paris statt.
Per Akklamation wurden am 25. März 2019 der CDU-Abgeordnete Andreas Jung und die französische REM-Abgeordnete Sabine Thillaye (La République en Marche) zu Vorsitzenden des Vorstands gewählt. Thillaye trat am 4. Februar 2020 von diesem Amt zurück, nachdem ihre Fraktion LREM sie am 29. Januar ausgeschlossen hatte. Zu ihrem Nachfolger als einer der beiden Vorsitzenden wurde am 5. Februar 2020 auf der Sitzung im Plenarsaal des Europäischen Parlaments in Straßburg Christophe Arend gewählt.

## Aufgaben
Die Einrichtung der Deutsch-Französischen Versammlung soll es ermöglichen:
- Vorschläge zu grenzüberschreitenden Fragen zu erarbeiten
- gemeinsame Umsetzung von EU-Richtlinien voranzubringen
- die Einhaltung der Bestimmungen des Elysée-Vertrags über die deutsch-französische Zusammenarbeit vom 22. Januar 1963, ergänzt durch den Vertrag von Aachen vom 22. Januar 2019, sowie die Umsetzung und Bewertung der daraus hervorgehenden Projekte zu überwachen
- die Deutsch-Französischen Ministerräte zu begleiten
- die Arbeiten des Deutsch-Französischen Verteidigungs- und Sicherheitsrats zu begleiten
- die Weiterverfolgung von europäischen und internationalen Angelegenheiten von gemeinsamen Interesse (darunter die gemeinsame europäische Außen- sowie Sicherheits- und Verteidigungspolitik) zu gewährleisten
- Vorschläge zu sämtlichen Fragen zu erarbeiten, die die deutsch-französischen Beziehungen betreffen und auf eine größere Übereinstimmung des deutschen und des französischen Rechts abzielen

Bindende Beschlüsse kann die Parlamentarische Versammlung nicht fassen. Ebenso wenig existiert ein eigenes Budget.

## Aktuelle Zusammensetzung
Die Versammlung besteht aus 100 Mitgliedern – 50 Abgeordnete aus dem Deutschen Bundestag und 50 Abgeordnete aus der französischen Nationalversammlung. Nach Funktionen sind dies zwei Präsidenten der Versammlung, 21 Mitglieder des Vorstands (darunter ein Vorsitzender des Vorstands) und 77 weitere ordentliche Mitglieder (Stand Oktober 2024). Darüber hinaus gibt es zahlreiche stellvertretende Mitglieder.
Die nachfolgenden Angaben zu den Mitgliedern entsprechen dem Stand 24. Oktober 2024. Die Reihenfolge entspricht jeweils der Reihenfolge in der offiziellen Mitgliederliste auf der Website des Deutschen Bundestages.

### Präsidenten
Der Deutsch-Französischen Parlamentarischen Versammlung stehen zwei Präsidenten bzw. derzeit zwei Präsidentinnen vor:
- Julia Klöckner (CDU), Präsidentin des Deutschen Bundestages
- Yaël Braun-Pivet (Ensemble pour la République), Präsidentin der französischen Nationalversammlung

### Vorstand

#### Vorsitzende des Vorstands
Normalerweise ist der Vorsitz des Vorstands deutsch-französisch besetzt, also mit zwei Personen. Derzeit (Oktober 2024) ist alleiniger Vorsitzender des Vorstands:
- Nils Schmid (SPD), Deutschland

#### Weitere Vorstandsmitglieder aus Deutschland
| Name                 | Fraktion   |
| -------------------- | ---------- |
| Angelika Glöckner    | SPD        |
| Christian Petry      | SPD        |
| Armin Laschet        | CDU/CSU    |
| Markus Uhl           | CDU/CSU    |
| Volker Ullrich       | CDU/CSU    |
| Chantal Kopf         | B’90/Grüne |
| Laura Kraft          | B’90/Grüne |
| Sandra Weeser        | FDP        |
| Norbert Kleinwächter | AfD        |

#### Weitere Vorstandsmitglieder aus Frankreich
| Name                   | Fraktion                                         |
| ---------------------- | ------------------------------------------------ |
| Michel Guiniot         | Rassemblement National                           |
| Brigitte Klinkert      | Ensemble pour la République                      |
| Jean-François Coulomme | La France insoumise / Nouveau Front populaire    |
| Pierre Pribetich       | Socialistes et apparentés                        |
| Michel Herbillon       | Droite Républicaine                              |
| Benjamin Lucas-Lundy   | Écologiste et social                             |
| Frédéric Petit         | Les Démocrates                                   |
| Vincent Thiébaut       | Horizons & Indépendants                          |
| Harold Huwart          | Libertés, Indépendants, Outre-mer et Territoires |
| Nicolas Sansu          | Gauche Démocrate et Républicaine                 |
| Matthieu Bloch         | Union des droites pour la République             |

### Weitere ordentliche Mitglieder

#### Aus Deutschland
| Name                        | Fraktion   |
| --------------------------- | ---------- |
| Karamba Diaby               | SPD        |
| Sebastian Hartmann          | SPD        |
| Franziska Kersten           | SPD        |
| Claudia Moll                | SPD        |
| Aydan Özoguz                | SPD        |
| Mathias Papendieck          | SPD        |
| Michael Roth                | SPD        |
| Peggy Schierenbeck          | SPD        |
| Lina Seitzl                 | SPD        |
| Gülistan Yüksel             | SPD        |
| Armand Zorn                 | SPD        |
| Reinhard Brandl             | CDU/CSU    |
| Yannick Bury                | CDU/CSU    |
| Thomas Gebhart              | CDU/CSU    |
| Ingeborg Gräßle             | CDU/CSU    |
| Markus Grübel               | CDU/CSU    |
| Andreas Jung                | CDU/CSU    |
| Gunther Krichbaum           | CDU/CSU    |
| Patricia Lips               | CDU/CSU    |
| Henning Otte                | CDU/CSU    |
| Catarina dos Santos-Wintz   | CDU/CSU    |
| Anja Weisgerber             | CDU/CSU    |
| Harald Ebner                | B’90/Grüne |
| Anton Hofreiter             | B’90/Grüne |
| Sara Nanni                  | B’90/Grüne |
| Nyke Slawik                 | B’90/Grüne |
| Till Steffen                | B’90/Grüne |
| Awet Tesfaiesus             | B’90/Grüne |
| Christine Aschenberg-Dugnus | FDP        |
| Carl-Julius Cronenberg      | FDP        |
| Christoph Hoffmann          | FDP        |
| Ann-Veruschka Jurisch       | FDP        |
| Michael Georg Link          | FDP        |
| Nicole Westig               | FDP        |
| Nicole Höchst               | AfD        |
| Malte Kaufmann              | AfD        |
| Matthias Moosdorf           | AfD        |
| Martin Renner               | AfD        |
| Harald Weyel                | AfD        |

#### Aus Frankreich (Auswahl)
Nachfolgend werden nur diejenigen Personen aufgeführt, zu denen es einen Artikel in der deutschen Wikipedia gibt (Stand Oktober 2024).
| Name                    | Fraktion                                         |
| ----------------------- | ------------------------------------------------ |
| Joëlle Mélin            | Rassemblement National                           |
| Constance Le Grip       | Ensemble pour la République                      |
| Liliana Tanguy          | Ensemble pour la République                      |
| Sabine Thillaye         | Les Démocrates                                   |
| Nathalie Colin-Oesterlé | Horizons & Indépendants                          |
| Martine Froger          | Libertés, Indépendants, Outre-mer et Territoires |
| Emmanuel Maurel         | Gauche Démocrate et Républicaine                 |

### Stellvertretende Mitglieder
Zu den stellvertretenden Mitgliedern wird auf die Website des Bundestages verwiesen.

## Tagungen
Die Versammlung soll mindestens zweimal im Jahr abwechselnd in Deutschland und Frankreich tagen.
- 25. April 2019 in Paris
- 23. September 2019 in Berlin
- 5. und 6. Februar 2020 in Straßburg
- 28. Mai 2020 (als Videokonferenz)[5]
- 17. Juni 2020 (als Videokonferenz)[6]
- 22. Januar 2021 (als Videokonferenz)[7]
- 28. Juni 2021 (hybrid)[8]
- 21. Februar 2022 in Paris (hybrid)[9]